# Margaret Ursula Jones
Margaret Ursula Jones, née Owen, est une archéologue britannique née le 16 mai 1916 et morte le 23 mars 2001.
Originaire de Birkenhead, Jones commence à travailler dans l'archéologie comme bénévole durant ses études à l'université de Liverpool. Après la Seconde Guerre mondiale, elle se lance dans le journalisme avec son mari avant d'être embauchée comme archéologue indépendante par le ministère des Travaux (en) en 1956. Elle dirige plusieurs campagnes de fouilles préventives dans toute l'Angleterre, mais son nom reste associé au site de Mucking, dans l'Essex, sur lequel elle travaille de manière continue pendant treize années, de 1965 à 1978.
Avec ses 18 hectares de terrain fouillés par 5 000 personnes, Mucking constitue le plus grand chantier de fouilles de l'histoire du Royaume-Uni et livre des découvertes allant du Néolithique au Moyen Âge. Les méthodes de Jones à Mucking sont l'objet de critiques par ses pairs, en particulier l'absence de publication de ses trouvailles. Elle se défend en soulignant que la menace de destruction pesant sur le site et le budget limité que lui alloue le gouvernement ne lui laissent pas le loisir de procéder aux habituelles analyses et publications post-excavation.

## Biographie
Margaret Ursula Owen naît le 16 mai 1916 à Birkenhead, dans le Cheshire. Issue d'une famille de la classe moyenne, elle est scolarisée à la Calder High School for Girls (en), une école pour filles de Liverpool. Durant ses études de géographie à l'université de Liverpool, elle suit les cours de l'archéologue W. J. Varley et participe comme bénévole sur ses chantiers de fouilles de collines fortifiées du Cheshire dans les années 1930. C'est lors d'une de ces fouilles qu'elle fait la connaissance de Tom Jones, un autre assistant de Varley, qu'elle épouse en juin 1940.
Durant la Seconde Guerre mondiale, Margaret Jones travaille à la censure postale. Après la fin du conflit, les Jones achètent un cottage près de Hereford et deviennent photojournalistes indépendants : Tom prend des photos pour illustrer les articles que Margaret écrit,. Le couple continue également à travailler bénévolement sur des chantiers archéologiques en Grande-Bretagne. En 1956, ils sont engagés comme archéologues indépendants par le ministère des Travaux (en), dont dépendent alors la sauvegarde des monuments anciens et, par extension, les campagnes d'archéologie préventive rendues nécessaires par les vastes chantiers de construction de l'après-guerre. Un petit groupe d'archéologues est ainsi constitué pour procéder à des fouilles sur les sites menacés avant le début des travaux. Au cours des années qui suivent, les Jones mènent des fouilles dans le Buckinghamshire, le Yorkshire et le Lincolnshire. À Sleaford, ils découvrent notamment un atelier monétaire du peuple celtique des Corieltauvi.
En 1965, le ministère envoie Margaret Jones conduire des fouilles à Linford, une gravière située près du village de Mucking, au nord de l'estuaire de la Tamise. L'intérêt archéologique du site, découvert sur des photos aériennes prises par Kenneth St Joseph, a été confirmé par la prospection au sol menée par l'association d'histoire locale de Thurrock. Il est classé scheduled monument en vertu de l'Ancient Monuments Act 1931 (en), mais l'extraction de gravier menace son intégrité, ce qui pousse le ministère des Travaux à ordonner des fouilles plus approfondies. Jones ne tarde pas à comprendre que les indices phytologiques témoignent de la présence d'un site très étendu, occupé de l'âge du fer au Moyen Âge, ce qui convainc le ministère de lancer une véritable campagne de fouilles à Mucking.

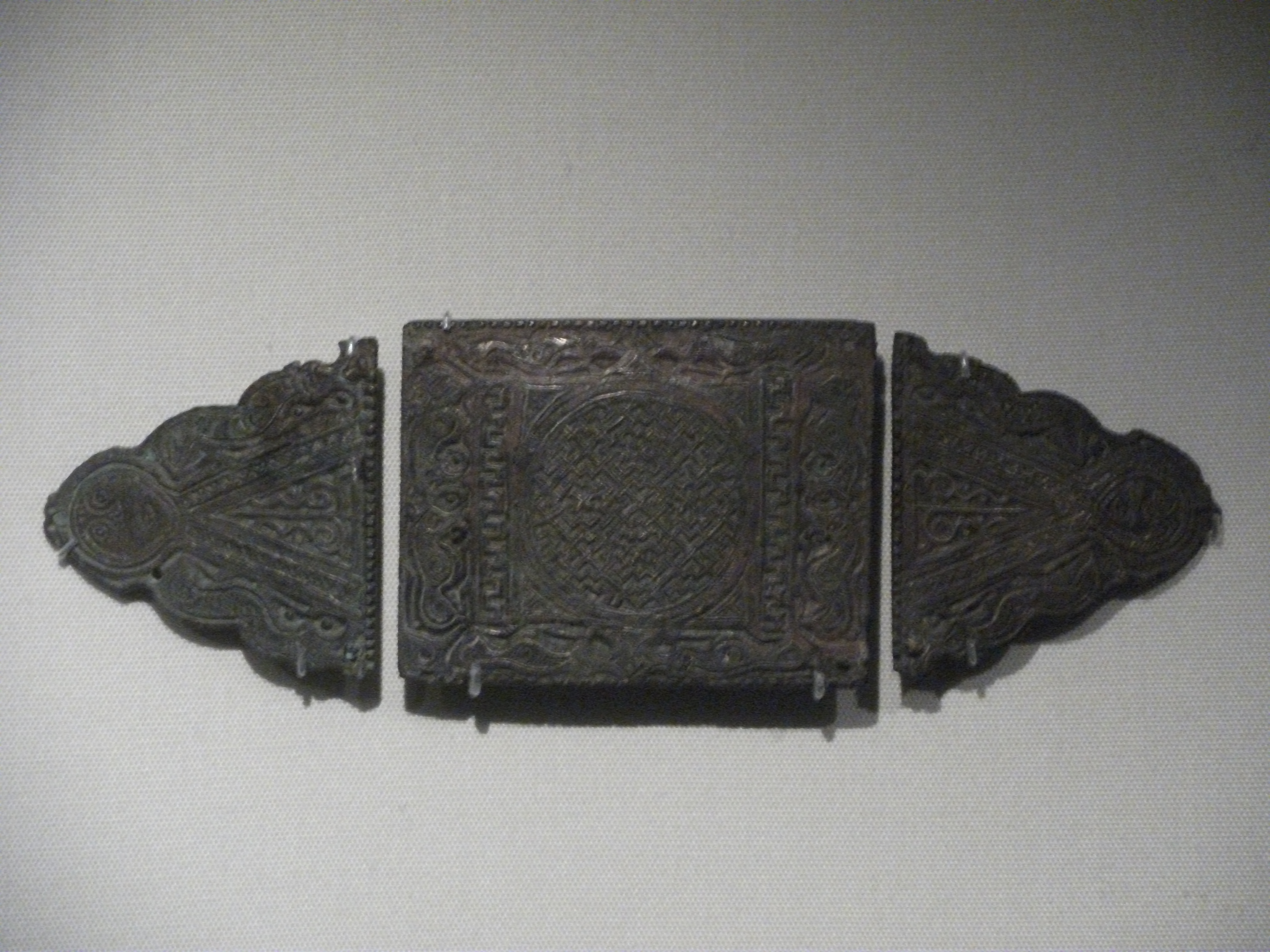
Morceaux de ceinture du Ve siècle découverts à Mucking et conservés au British Museum.

Margaret Jones conduit les fouilles à Mucking pendant treize ans, de 1965 à 1978. Le site étant perpétuellement menacé par l'extraction du gravier, Jones et son mari travaillent tout au long de l'année, sans interruption, contrairement à la méthode habituelle. Ils s'installent dans une petite caravane à proximité et emploient des effectifs tournants composés d'archéologues indépendants et de volontaires venus des quatre coins du monde. Le budget est serré et les conditions de travail difficiles sous la direction d'une Margaret Jones excentrique et intimidante, surnommée « Boadicée » par le personnel du ministère,. Au terme de la campagne de fouilles (la plus importante de l'histoire du Royaume-Uni), 5 000 personnes ont été mobilisées, 18 hectares de terrain excavés, 44 000 éléments identifiés et 1,7 million d'objets découverts. Le site a donné des sépultures de la culture campaniforme, un fort de l'âge du bronze, un village de l'âge du fer avec son cimetière, une villa romaine avec son cimetière, un village de l'époque anglo-saxonne avec deux grands cimetières, et des champs médiévaux.
Après la fin du chantier, les Jones prennent leur retraite et retournent vivre à Hereford. Margaret Jones devient la marraine de l'association d'histoire locale de Thurrock et collabore avec de nombreux comités archéologiques du comté d'Essex. Elle donne des conférences, anime des visites guidées et intervient dans des écoles primaires dans tout le Royaume-Uni. Son mari Tom meurt d'une crise cardiaque en 1993. Souffrant de la maladie de Parkinson, elle meurt le 23 mars 2001, à l'âge de 84 ans,.

## Postérité
La carrière de Margaret Jones s'inscrit dans un contexte de professionnalisation et de commercialisation de l'archéologie, une évolution à laquelle elle contribue. Dans les années 1950 et 1960, elle assiste à la destruction de plusieurs sites archéologiques et regrette les faibles moyens alloués aux équipes chargées de les fouiller, qui ne leur permettent pas de procéder aux analyses et à la publication de leurs travaux. C'est pour cette raison qu'elle fait autant appel à des bénévoles sur le chantier de Mucking. En 1973, elle participe à la fondation de Rescue, un groupe de pression qui milite pour l'accroissement des fonds gouvernementaux alloués à l'archéologie préventive (rescue archaeology en anglais). Ce militantisme finit par porter ses fruits, et les fouilles menées dans ce contexte sont de plus en plus effectuées par des professionnels.
Durant ses treize années de fouilles à Mucking, Margaret Jones ne publie qu'un seul article, qui documente les résultats de ses fouilles préliminaires de 1965. Dans le monde de l'archéologie universitaire britannique, Mucking devient ainsi l'exemple archétypique d'« excavation sans publication ». Les pairs de Jones considèrent que les fouilles ont pour but de préserver en publiant les découvertes effectuées et considèrent que l'absence de publication rend toute entreprise archéologique vaine. En 1978, un volume conséquent d'objets et d'éléments ont été découverts, mais très peu ont été analysés et aucun n'a été publié. Margaret Jones se défend en expliquant que la menace constante de la gravière l'a contrainte à fouiller sans s'arrêter, ce qui ne lui a pas laissé le temps de procéder aux analyses post-excavation, des analyses qu'elle n'avait de toute façon pas les moyens de mener. En fin de compte, c'est à d'autres que revient la charge de publier de manière définitive les résultats des fouilles de Mucking. Le premier volume, une présentation générale du site, voit finalement le jour en 1993.